# Banasurai álszajkó
A banasurai álszajkó (Trochalopteron jerdoni) a madarak osztályának verébalakúak (Passeriformes) rendjébe és a Leiothrichidae családjába tartozó faj.
Magyar neve forrással nincs megerősítve.

## Rendszerezése
A fajt Edward Blyth angol ornitológus írta le 1851-ben, a Garrulax nembe Garrulax Jerdoni néven. Sorolják a Montecincla nembe Montecincla jerdoni néven is, de egyes szervezetek szerint a nilgiri álszajkó (Trochalopteron cachinnans) alfaja Trochalopteron cachinnans jerdoni néven.

## Előfordulása
India déli részén, a Nyugati-Ghátok hegységben honos. A természetes élőhelye szubtrópusi és trópusi hegyi esőerdők és magaslati cserjések, valamint ültetvények és vidéki kertek. Állandó, nem vonuló faj.

## Megjelenése
Testhossza 20,5 centiméter.

## Életmódja
Gerinctelenekkel, nektárral, virágokkal, gyümölcsökkel és bogyókkal táplálkozik.

## Természetvédelmi helyzete
Az elterjedési területe nagyon kicsi, széttöredezett és csökken, egyedszáma 2500 alatti és csökken. A Természetvédelmi Világszövetség Vörös listáján veszélyeztetett fajként szerepel.